# 里馬瓦河
里馬瓦河是斯洛伐克的河流，位於該國中南部，屬於紹約河的右支流，河道全長88公里，流域面積1,378平方公里，河畔城鎮有季索韋茨、赫努什佳和里馬夫斯卡索博塔。
48°17′N 20°20′E / 48.283°N 20.333°E